# Pakora
Pakora is een Indiaas gefrituurde snack of hapje.
Men haalt een ingrediënt (bijvoorbeeld ui, aubergine, spinazie, aardappelen, bloemkool, tomaat, kip) door een beslag van bloem van kikkererwten en frituurt het. Afhankelijk van het ingrediënt worden verschillende benamingen gebruikt. Als men ui gebruikt, dan spreekt men van onion bhaji. Bij spinazie noemt men het palak pakora.